# شيماء جمال
شيماء جمال (30 يناير 1980- 20 يونيو 2022) هي مقدمة برامج مصرية سابقة، عُرفت بتقديمها لبرنامج "المشاغبة" على قناة إل تي سي المصرية. في عام 2017
تم قتل المذيعة شيماء جمال بطريقة وحشية على يد زوجها القاضي أيمن حجاج في يونيو 2022. وفقًا للتحقيقات الرسمية، قام زوجها باستدراجها إلى مزرعة في منطقة البدرشين بمحافظة الجيزة، وهناك قام بالاعتداء عليها جسديًا، ثم أطلق عليها النار وأخفى جثتها بمساعدة شريكه، الذي كان يعمل وسيطًا في الجريمة.
و بعد قتلها، دفن الجثة في حفرة داخل المزرعة وسكب عليها مواد كيميائية لمحاولة إخفاء معالمها. استمر اختفاؤها لعدة أيام قبل أن يقوم شريكه في الجريمة بالإبلاغ عن الواقعة، ما أدى إلى اكتشاف الجثة وفتح تحقيق موسع انتهى بإدانة الجناة.
وبعد محاكمة استمرت عدة أشهر، قضت المحكمة بإعدام أيمن حجاج وشريكه، حيث أثبتت الأدلة تورطهما في القتل العمد مع سبق الإصرار والترصد. وفي مارس 2025، أيدت محكمة النقض الحكم، ليصبح نهائيا وواجب التنفيذ
أثارت القضية ضجة كبيرة في الرأي العام المصري، حيث سلطت الضوء على قضايا العنف الأسري والجرائم التي ترتكب ضد النساء في المجتمع.